# Kåmmehagsjön
Kåmmehagsjön är en sjö i Laxå kommun i Västergötland och ingår i Motala ströms huvudavrinningsområde. Sjöns area är 0,013 kvadratkilometer och den är belägen 210,8 meter över havet.